# فلرینگن (آلمان)
فلرینگن (به آلمانی: Fleringen) یک شهر در آلمان است که در بیتبورگ-پروم واقع شده‌است.